# Ribeira de Pena
Ribeira de Pena ist eine Kleinstadt (Vila) im Norden Portugals.

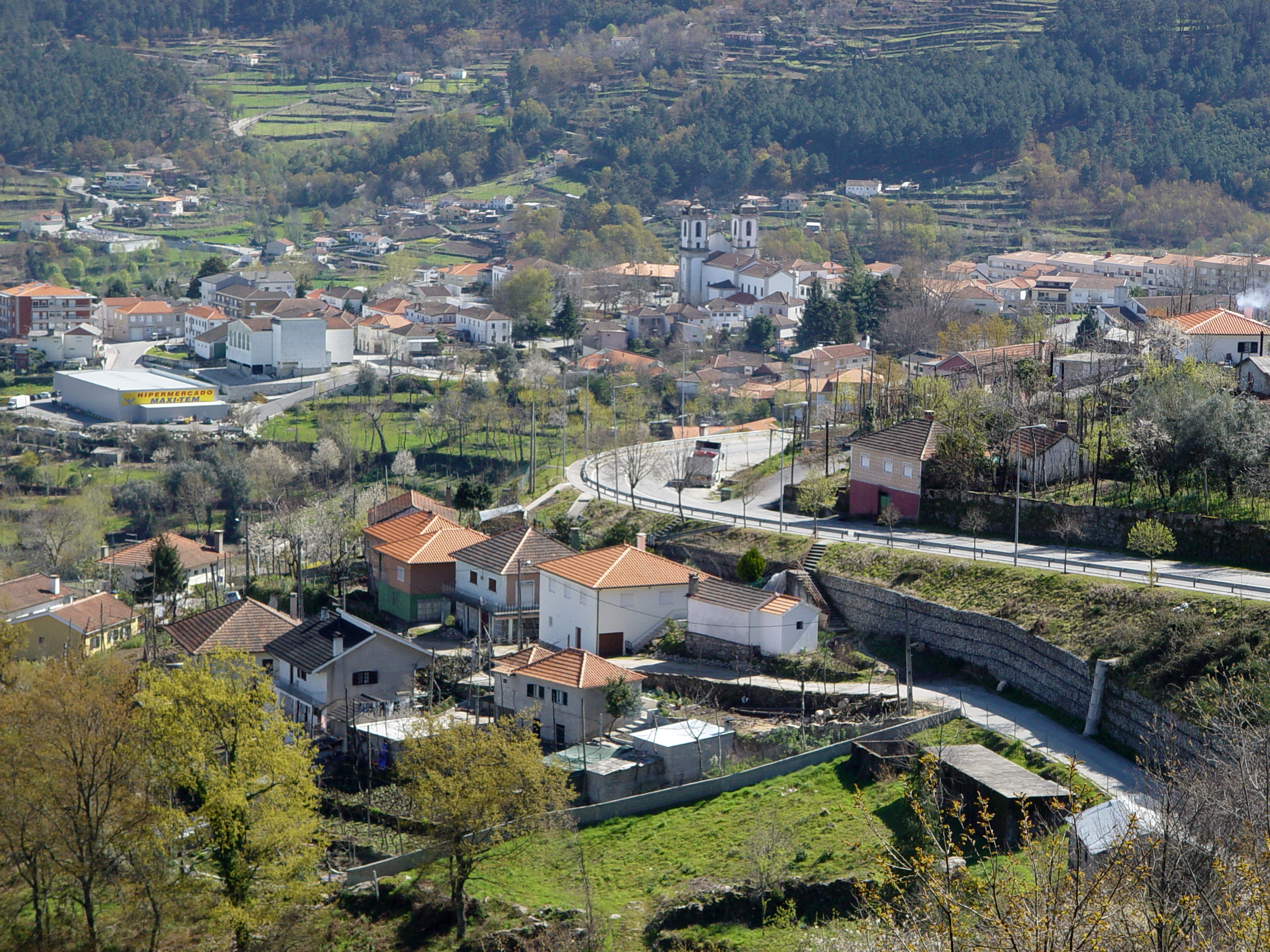
Blick über Ribeira de Pena

## Geografie
Ribeira da Pena liegt etwa 40 km nördlich der Distrikthauptstadt Vila Real, im nach Osten aufsteigenden Hochland der früheren Region Trás-os-Montes. Die Kreisstadt Vila Pouca de Aguiar ist etwa 15 km östlich, die UNESCO-Welterbe-Stadt Guimarães etwa 50 km westlich entfernt. Der Kreis Ribeira de Pena hat eine reiche und abwechslungsreiche Landschaft, die tiefen Täler des Tâmega und dessen Nebenflüssen, und das sie umgebende satte Grün kennzeichnen das Landschaftsbild.

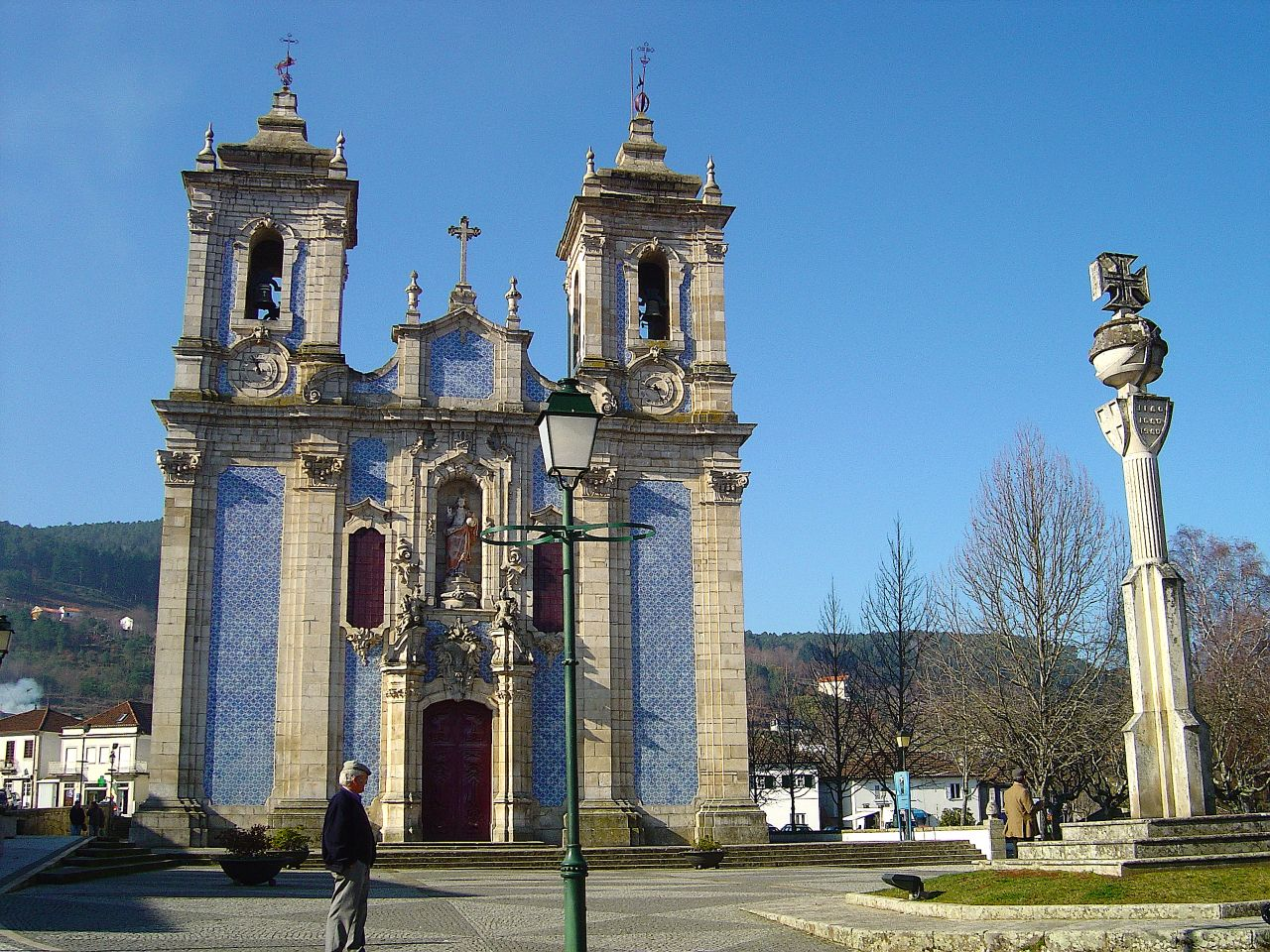
Die Hauptkirche (Igreja Matriz), rechts der Schandpfahl, Zeichen der Stadtrechte aus dem 16. Jh.

## Geschichte
Mamoas, Felsmalereien und andere Funde belegen eine Besiedlung mindestens seit der Jungsteinzeit. Nachdem die Römer ab dem 2. Jahrhundert v. Chr. das Gebiet einnahmen, ließen sich hier römische Siedler nieder. Aus dieser Zeit stammen Funde wie Villen, Befestigungen, Münzen und Keramik.
Im Verlauf der Reconquista wurde der Ort neu besiedelt. König Dom Afonso IV. stellte am 29. September 1331 in Tentúgal die erste Stadtrechtsurkunde für den Ort aus, noch unter dem Namen Terra da Pena. Der Ritter Nuno Álvares Pereira erwarb hier, nach seinen Verdiensten um die Unabhängigkeit des Königreich Portugals in der Revolution von 1383, einige Landgüter.
König Dom Manuel I. erneuerte 1517 die Stadtrechte des Ortes. Im Verlauf der verschiedenen Verwaltungsreformen nach der Liberalen Revolution 1822 war kurzzeitig die Auflösung des unabhängigen Kreises Ribeira de Pena geplant. Stattdessen wurde 1853 jedoch der Kreis Cerva aufgelöst und Ribeira de Pena angegliedert.

## Verwaltung

### Kreis
Ribeira de Pena ist Sitz eines gleichnamigen Kreises (Concelho) im Distrikt Vila Real. Am 19. April 2021 hatte der Kreis 5884 Einwohner auf einer Fläche von 217,5 km².
Die Nachbarkreise sind (im Uhrzeigersinn im Norden beginnend): Boticas, Vila Pouca de Aguiar, Vila Real, Mondim de Basto sowie Cabeceiras de Basto.
Mit der Gebietsreform im September 2013 wurden mehrere Gemeinden zu neuen Gemeinden zusammengefasst, sodass sich die Zahl der Gemeinden von zuvor sieben auf fünf verringerte.
Die folgenden Gemeinden (Freguesias) liegen im Kreis Ribeira de Pena:

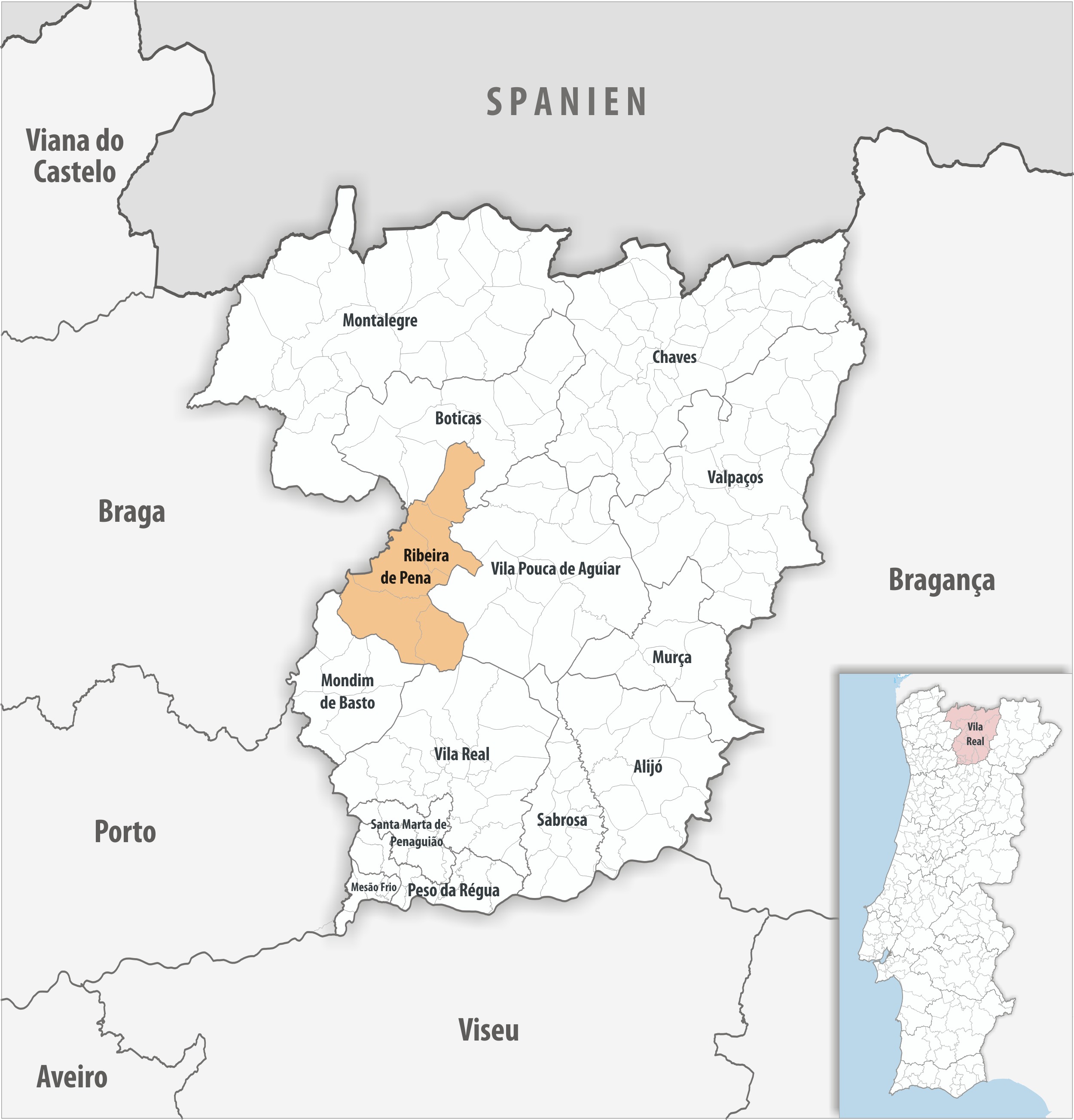
Kreis Ribeira de Pena

| Gemeinde                                      | Einwohner (2021) | Fläche km² | Dichte Einw./km² | LAU- Code |
| --------------------------------------------- | ---------------- | ---------- | ---------------- | --------- |
| Alvadia                                       | 165              | 33,74      | 5                | 170901    |
| Canedo                                        | 275              | 36,16      | 8                | 170902    |
| Cerva e Limões                                | 2.285            | 60,04      | 38               | 170908    |
| Ribeira de Pena e Santo Aleixo de Além-Tâmega | 2.608            | 52,85      | 49               | 170909    |
| Santa Marinha                                 | 551              | 34,68      | 16               | 170906    |
| Kreis Ribeira de Pena                         | 5.884            | 217,47     | 27               | 1709      |

### Bevölkerungsentwicklung
| Einwohnerzahl im Kreis Ribeira de Pena (1801–2011) | Einwohnerzahl im Kreis Ribeira de Pena (1801–2011) | Einwohnerzahl im Kreis Ribeira de Pena (1801–2011) | Einwohnerzahl im Kreis Ribeira de Pena (1801–2011) | Einwohnerzahl im Kreis Ribeira de Pena (1801–2011) | Einwohnerzahl im Kreis Ribeira de Pena (1801–2011) | Einwohnerzahl im Kreis Ribeira de Pena (1801–2011) | Einwohnerzahl im Kreis Ribeira de Pena (1801–2011) | Einwohnerzahl im Kreis Ribeira de Pena (1801–2011) | Einwohnerzahl im Kreis Ribeira de Pena (1801–2011) |
| -------------------------------------------------- | -------------------------------------------------- | -------------------------------------------------- | -------------------------------------------------- | -------------------------------------------------- | -------------------------------------------------- | -------------------------------------------------- | -------------------------------------------------- | -------------------------------------------------- | -------------------------------------------------- |
| 1801                                               | 1849                                               | 1900                                               | 1930                                               | 1960                                               | 1981                                               | 1991                                               | 2001                                               | 2011                                               |                                                    |
| 2347                                               | 2898                                               | 9606                                               | 10.806                                             | 13.309                                             | 10.796                                             | 8504                                               | 7412                                               | 6544                                               |                                                    |

### Kommunaler Feiertag
- 16. August

### Städtepartnerschaften
- Santa Cruz Cabrália, Brasilien (seit 1992)
- Saint-Galmier, Frankreich (seit 1999)[5]
- Vianden, Luxemburg (seit 2008)

## Verkehr
Die Autobahn A7 führt an Ribeira da Pena vorbei, das mit der Anschlussstelle Nr. 13 über eine eigene Anbindung verfügt.
Bis zur Aussetzung der Eisenbahnstrecke Linha do Corgo 2009 war der nächste Bahnhof im etwa 15 km östlich gelegenen Vila Pouca de Aguiar. Sollte die Strecke, wie von der lokalen Bevölkerung befürchtet, nicht wieder in Betrieb genommen werden, ist kein Eisenbahnanschluss mehr in der Nähe des Kreises vorhanden.
Ribeira da Pena ist in das landesweite Busnetz der Rede Expressos eingebunden.

## Persönlichkeiten
Der Schriftsteller Camilo Castelo Branco heiratete hier am 18. August 1841, erst 16-jährig, in der Gemeinde Salvador.
Söhne und Töchter der Stadt:
- Veríssimo João de Carvalho (1709–1778), Kolonialverwalter, weitete die Goldförderung in Brasilien aus
- Flávio Meireles (* 1976), Fußballspieler